# منى الكواري
منى جاسم محمد الكواري قاضية وأكاديمية ومؤلفة بحرينية. تشغل حاليا عضوية المحكمة الدستورية في البحرين. تعتبر أول بحرينية وخليجية تجلس على منصة القضاء كرئيسة لهيئة محكمة مكونة من ثلاثة قضاة وأمين سر.

## النشأة والتعليم
درست في كلية الحقوق بجامعة بيروت وحصلت على شهادة الليسانس في القانون في عام 2000 ودبلوم الدراسات العليا فـي القانون العام في عام 2005 وشهادة الماجستير في القانون الجنائي عن الرسالة «التفتيش شروطه وحالات بطلانه دراسة مقارنة» في عام 2007 وشهادة الدكتوراه في القانون الجنائي عن الرسالة التي أعدتها عن «جريمة التزوير الإلكتروني دراسة مقارنة» في عام 2013.

## المسيرة المهنية
بدأت مسيرتها المهنية بالعمل أستاذة في جامعة البحرين. 
انضمت للعمل وكيلة النيابة العامة من 2003 إلى 2006. 
في يونيو 2006 أصدر ملك البحرين حمد بن عيسى بن سلمان آل خليفة أمراً بتعيينها قاضياً في محكمة الأحداث لتكون بذلك أول امرأة بحرينية وخليجية تتولى منصب القضاة. استمرت في منصبها حتى 2010. عينت وكيل بالمحكمة الكبرى المدنية من 2011 إلى 2012. عينت وكيل بالمحكمة الكبرى المدنية الاستئنافية الكبرى عام 2012. عينت رئيسة المحكمة الكبرى المدنية الإدارية عام 2013. عينت رئيسة المحكمة الكبرى العمالية من 2013 إلى 2014. عينت قاضية بالمحكمة الاستئنافية العليا المدنية من 2014 إلى 2016 لكي تصبح أول بحرينية وخليجية تجلس على منصة القضاء كرئيسة لهيئة محكمة مكونة من ثلاثة قضاة وأمين سر.
في 25 أبريل 2016 أصدر ملك البحرين أمر ملكي رقم 19 لسنة 2016 نص على تعيين الكواري عضوة بالمحكمة الدستورية وتكون مدة عضويتها خمس سنوات.

### المؤتمرات والندوات
شاركت في مؤتمرات عديدة وندوات إقليمية ودولية مختلفة منها:
- 12-20 يوليو 2013م، شاركت في اجتماع الهيئة الإدارية للشبكة القانونية للنساء العربيات الأردن.
- 8-30 إبريل 2013م، شاركت في إلقاء محاضرات في كلية الحقوق – دولة الكويت.
- 1-3 أكتوبر 2012م، شاركت في الاجتماع الخامس للهيئة الإدارية بالشبكة القانونية للنساء العربيات – الأردن.
- 19-28 يوليو 2012م، شاركت في دورة تدريبية – إيطاليا.
- 10-16 مايو 2011م، شاركت في ديوانية ملتقى المحاميات – دولة الكويت.
- 7 -8 مارس 2010م، شاركت في مؤتمر حول توحيد القوى في عالم متغير – دولة الكويت.
- 2010م، ورشة عمل حول الاستعانة بالخبراء «لقضاة المحاكم المدنية»، بمعهد الدراسات القضائية بمملكة البحرين.
- 2010م، مؤتمر «الممارسات الفضلى في تعزيز المساءلة القضائية»، المنامة - مملكة البحرين.
- 2009م، مؤتمر الاتجار بالبشر على مفترق الطريق، المنامة - مملكة البحرين.
- 11-14 نوفمبر 2009م، شاركت في منتدى العدل العالمي (World Justice Forum)- جمهورية النمسا.
- 16-26 يونيو 2009م، شاركت في زيارة عمل – الولايات المتحدة الأمريكية.
- 14-16 يونيو 2009م، مؤتمر"GENDER & JUSTICE" ((متحدثة))، واشنطن دي سي، الولايات المتحدة.
- 2009م، المؤتمر السنوي الرابع للشبكـة القانونيــة للنساء العربيات وإطلاق «مشروع تعزيــز قدرات الصياغة التشريعية»، عمان - الأردن.
- 2009م، المؤتمر الثاني «منتدى عدالة العالم»، فيينا، النمسا.
- 2009م، ورشة عمل حول المشكلات العملية في المنازعات العمالية، بمعهد الدراسات القضائية بمملكة البحرين.
- 5-17يناير 2009م، شاركت في دورة البرنامج المتكامل في شؤون القانونية – جمهورية مصر العربية.
- 4-11 مايو 2008م، شاركت في دورة تنمية مهارات القضاة بمركز الدار العربية للتدريب والاستشارات – جمهورية مصر العربية.
- 13-15 يونيو 2007م، شاركت في الاجتماع الثالث السنوي للشبكة القانونية للنساء العربيات– الأردن.

### العضوية واللجان
عضويـــــــــة واللجان:
- 2015م، عضو في لجنـــة المشاريع المتعثرة بموجب المرسوم الملكي رقم 66 لسنة 2015.
- 2014م، عضو في هيئـــة فحص إقرارات الذمة المالية- بموجب المرسوم الملكي رقم 26 لسنة 2014، لمدة عامين من تاريخ 4/5/2014م.
- 2014م، رئيسة بإحدى اللجان العامة في الانتخابات البلديــة والنيابيــة بمملكة البحرين.
- 2006م، رئيسة بإحدى اللجان العامة في الانتخابات البلديــة والنيابيــة بمملكة البحرين.
- عضو في الشبكة القانونية للنساء العربيات، المملكة الأردنية الهاشمية.
- عضو سابق بالهيئة الإدارية «عن طريق الانتخابات» في الشبكة القانونية للنساء العربيات.
- عضو في المعهد القانوني للمحكمين، لندن.

### المؤلفات
- كتاب «الحبس الاحتياطي».
- كتاب «القيود والأوصاف».
- كتاب التفتيش شروطه وحالات بطلانه.
- كتاب التزوير الإلكتروني.

## التكريم
في عام 2016 تم تكريم الكواري ضمن فئة أوائل الحاصلات على المناصب القضائية ومواقع صنع القرار على الصعيدين المحلي والدولي من قبل المجلس الأعلى للمرأة.
في 18 مارس 2019 قام مجلس خوات دنيا للتنمية المجتمعية بتكريمها ضمن عدد من الشخصيات الريادية على مستوى الوطن العربي.